# Marko Pantelić
Marko Pantelić (sârbă Марко Пантелић; n. 15 septembrie 1978, Belgrad) este un jucător de fotbal sârb, care joacă pentru Ajax Amsterdam și pentru echipa națională de fotbal a Serbiei.

## Palmares
- Lausanne Sports
  - Cupa Elveției: 1999
- FK Smederevo
  - Cupa Serbiei și Muntenegrului: 2003
- Steaua Roșie Belgrad
  - Superliga Sârbă: 2004
  - Cupa Serbiei și Muntenegrului: 2004
- Ajax
  - Cupa KNVB: 2010